# Organe électoral plurinational
L'Organe électoral plurinational (en espagnol : Órgano Electoral Plurinacional)  est la branche électorale indépendante du gouvernement bolivien. Il remplace la Cour électorale nationale depuis 2010.

## Composition et fonctions

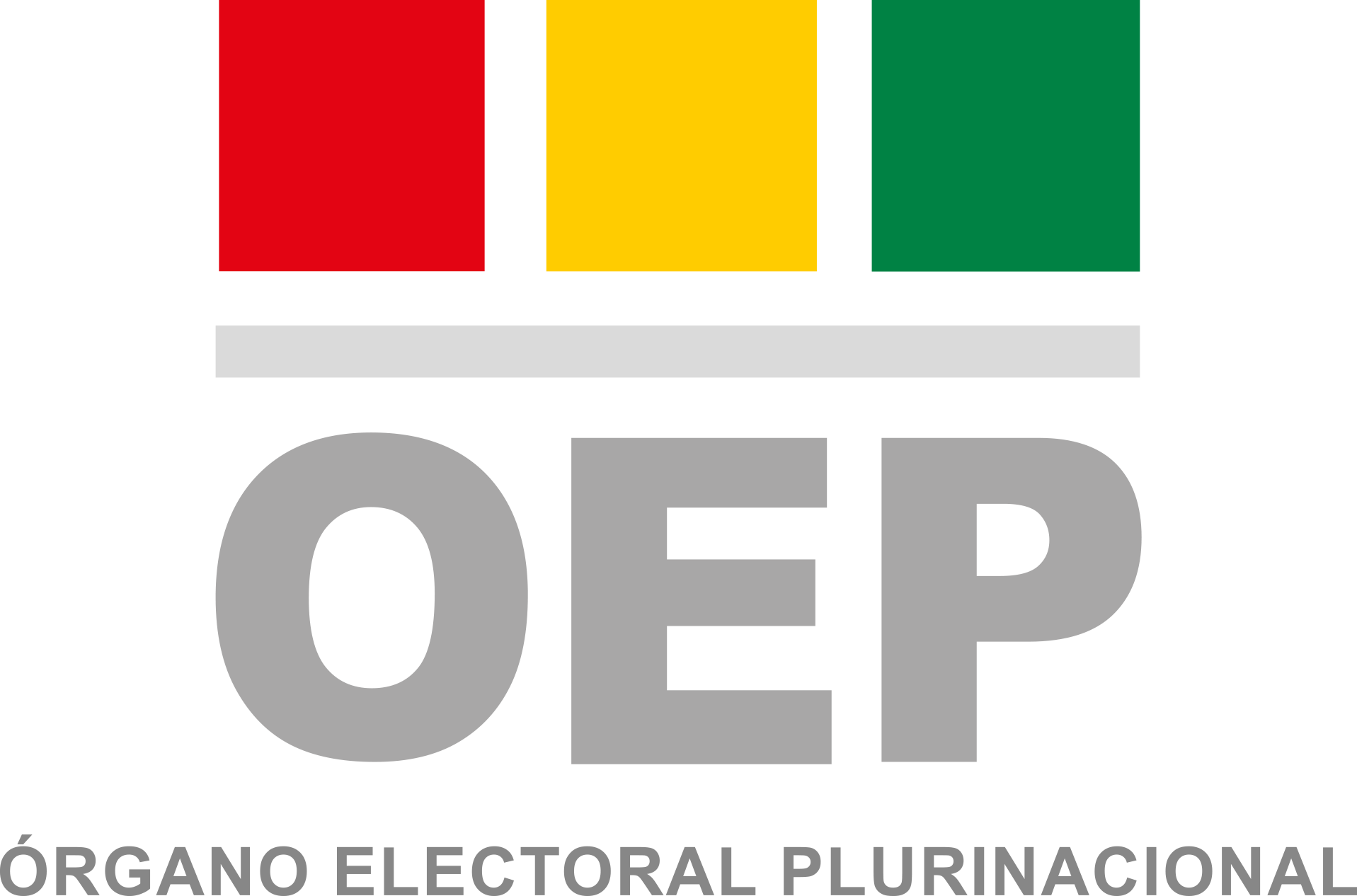
Logotype de l'OEP.

L'Organe électoral plurinational (OEP) est constitué du Tribunal électoral suprême (TSE) composé de 7 membres, des neuf tribunaux électoraux départementaux, des juges électoraux, des jurys aux tables électorales choisis de manière anonyme, des notaires électoraux ainsi que de trois branches opérationnelles. Ses activités sont prescrites par la Constitution et régies par la Loi sur le régime électoral (loi 026). Le siège de l'Organe et du Tribunal électoral suprême est à La Paz; alors qu'il est proposé par le parti au pouvoir, le MAS-IPSP, de transférer le siège à Sucre, lors de la controverse sur le statut de la capitale lors de l'Assemblée constituante de 2006-2007. En juin 2010, le Sénat bolivien rejette les appels des parlementaires du département de Chuquisaca d'installer le siège à Sucre.
Les branches opérationnelles de l'OEP sont le Service de l'état civil (en espagnol : Servicio de Registro Cívico, Sereci), le Service interculturel pour le renforcement de la démocratie (en espagnol : Servicio Intercultural de Fortalecimiento Democrático, Sifde) et l'Unité technique de supervision (en espagnol : Unidad Técnica de Fiscalización, UTF). Le service de l'état civil est chargé de maintenir en permanence les listes électorales et consolide les fonctions d'enregistrement de la naissance, du mariage, du décès, de l'identification biométrique et de la résidence. L'UTF effectue des audits et assure la transparence des partis et des organisations politiques.
Les premières élections supervisées par le nouvel Organe sont les élections judiciaires de fin 2011, qui sont suivies d'élections municipales spéciales.

## Tribunal électoral suprême et tribunaux électoraux départementaux
Le Tribunal électoral suprême (en espagnol : Tribunal Supremo Electoral, TSE) supervise les élections dans tout le pays via les neuf tribunaux électoraux départementaux (en espagnol : Tribunales Electorales Departamentales Plurinacional, TED), soit l'un pour chacun des départements boliviens (Beni, Cochabamba, Chuquisaca, La Paz, Oruro, Pando, Tarija, Potosí et Santa Cruz) qui sont chargés des élections au niveau local. Le TSE est composé de sept membres, dont six sont choisis par l'Assemblée législative plurinationale et un désigné par le président de l'État. Six membres suppléants sont également choisis par l'Assemblée. Selon la loi, les membres du TSE doivent inclure au moins deux personnes d'origine autochtone et au moins trois femmes. Leur mandat est de six ans. Les TED se composent de cinq membres, dont l'un doit appartenir à un groupe ou une nation autochtone et où au moins deux d'entre eux doivent être des femmes.
En date de 2020, les membres du TSE sont les suivants,, :
| Nom                        | Bureau         | Désigné par                          | Début du terme   | Contexte |
| -------------------------- | -------------- | ------------------------------------ | ---------------- | --- |
| Salvador Romero Ballivián  | Président      | Présidente Jeanine Áñez              | 25 novembre 2019 | Sociologue politique, chercheur et écrivain bolivien. Doctorat de l'Institut d'études politiques de Paris. A été membre du TED de La Paz entre 1995 et 1998. Membre de la Cour électorale nationale (CNE) sous la présidence de Carlos Mesa . |
| Angélica Ruiz Vaca Diez    | Vice président | Assemblée législative plurinationale | 20 novembre 2019 | A une expérience électorale, a été conseiller juridique du TED de Santa Cruz, directeur de l'état civil de Beni et avocat du tribunal électoral national.                                                                                     |
| Daniel Atahuichi Quispe    |                | Assemblée législative plurinationale | 25 novembre 2019 | Diplôme en économie et doctorat en économie. D'origine indigène. |
| Rosario Baptista Canedo    |                | Assemblée législative plurinationale | 25 novembre 2019 | Avocat. |
| Nancy Gutiérrez Salas      |                | Assemblée législative plurinationale | 25 novembre 2019 | Diplôme en communication et master en communication interculturelle. |
| Óscar Hassenteufel Salazar |                | Assemblée législative plurinationale | 25 novembre 2019 | Avocat. Président de la Cour suprême de justice, entre 1993 et 2001; et de la Cour électorale nationale, de 2001 à 2006. |
| Francisco Vargas Camacho   |                | Assemblée législative plurinationale | 25 novembre 2019 | Expérience dans le domaine électoral, en tant que Responsable de la Coordination du Service Interculturel pour le Renforcement Démocratique (SIFDE) du TED pour Santa Cruz de 2014 à nos jours.                                               |

### Membres précédents
Les premiers membres du Tribunal suprême électoral étaient Wilfredo Ovando (président choisi par Evo Morales), Irineo Valentín Zuna, Ramiro Paredes, Wilma Velasco, Fanny Rosario Rivas Rojas, Dina Agustina Chuquimia Alvarado et Marco Daniel Ayala Soria,.
Ensuite, ont été élus en 2015, les membres María Eugenia Choque (présidente), Antonio Costas, José Luis Exeni, Idelfonso Mamani, Dunia Sandoval et Katia Uriona.